# Pau Broadband Country
Pour les articles homonymes, voir PBC.
Pau Broadband Country (PBC) est un réseau FTTH situé dans le sud de la France couvrant l'agglomération de Pau.
La communauté d'agglomération de Pau-Pyrénées construit le réseau sur le domaine public et assure la liaison longue distance. Elle loue, contre redevance, ce réseau à son délégataire qui en assure l’exploitation. Ce délégataire est la Société Paloise pour le Très Haut Débit (SPTHD) et son opérateur neutre, Axione. SPTHD et Axione jouent un rôle neutre. Ils ne sont pas commercialement en contact avec les clients finaux (entreprises, particuliers) mais uniquement avec des opérateurs de service (SFR, Héliantis, Opalyse, THD, Kiwi, Euditis) auxquels ils vendent du transport ou louent de la fibre noire.

## Historique
André Labarrère, ancien Président de la communauté d'agglomération de Pau-Pyrénées, disparu en mai 2006 est à l’origine du 1er projet à Très Haut Débit en France. Fort de sa volonté politique et de sa conviction que "le défi de la société d’information représente aujourd’hui en France l’un de ceux qui s’imposent avec le plus d’évidence. Parce qu’il n’est pas simplement technologique, mais avant tout social et économique", le Président Labarrère avait décidé de le relever.
Ainsi, en juillet 2003 et pour 15 ans, a été signée la première Délégation de Service Public FTTH de France. Sagem a été retenu par la communauté d'agglomération de Pau-Pyrénées pour réaliser un projet unique en France dénommé Pau Broadband Country (PBC). Ainsi est née la première plateforme des technologies, solutions, services et usages liés au Très Haut Débit.
La Délégation de Service Public est de type affermage. La communauté d'agglomération de Pau-Pyrénées construit le réseau en domaine public et le loue contre redevance à son délégataire. Une société locale adhoc a été créée : SPTHD (Société Paloise pour le Très Haut Débit) qui se charge de la construction en domaine privé et du raccordement en fibre optique jusque chez l’abonné avec le 1er modem triple play FTTH.
Axione est l'opérateur neutre qui s’est donc vu confié l’exploitation, la supervision et la commercialisation du réseau PBC auprès des opérateurs de services et des fournisseurs d’accès internet.

### 2002
- février 2002 : présentation du projet

### 2003
- 18 juillet 2003 : Signature du contrat entre la Communauté d’agglomération Pau-Pyrénées et Sagem (avant le rachat d’Axione) pour une durée de 15 ans[1].
- 2003 et 2004 : réalisation des 3 boucles en fibre optique et des 2 salles blanches

### 2004
- 22 mars 2004 : conférence de presse des acteurs du projet
- avril 2004 à septembre 2004 : 20 béta testeurs (débits de 10 Mbit/s symétrique)
- 9 juin 2004 : ouverture du lien Pau-Paris à 2,5 Gbts
- septembre 2004 : commercialisation de la première offre par le FAI EDR IPVSET (10 Mbit/s symétrique)
- décembre 2004 : commercialisation offres PauOnline (10 ou 100 Mbit/s symétrique)

### 2005
- 12 juillet 2005 : lancement officiel de la vidéo à la demande
- 22 août 2005 : nouveau FAI sur le PBC en FTTO. Son nom est Opalyse[2]
- 29 septembre 2005 : Axione a intégré ETDE, filiale de Bouygues construction et a racheté SPTHD (Société Paloise pour le Très Haut Débit) et gère donc la DSP de l’Agglomération paloise dans sa globalité.
- 1er octobre 2005 : passage au débit de 25 Mb/s symétrique pour tous les FAI

### 2006
- 1er juin 2006 : service de télévision pour le FAI Médiafibre sur canal video (ou data suivant les offres - 4 flux possible en même temps)
- juin 2006 : création d'un GIX local

### 2007
- 12 janvier 2007 : "Neuf Cegetel confirme l'information selon laquelle elle a acquis la société paloise Médiafibre, pour un montant non significatif[3]."
- mai 2007 : premiers abonnés Neuf FTTH (offre triple play à 50 Mb/s symétrique)
- juillet 2007 : WaLan[4], propriétaire de PauOnline, annonce la fin du service pour la fin de juillet 2006 et invite ses clients à s'abonner à l'offre de Neuf.

### 2008
- 24 juin 2008 : SFR prend le contrôle de Neuf Cegetel[5]

## Suivi du déploiement
- 24/05/2005 : 15 000 entreprises et habitants de Pau-Pyrénées, soit environ 33 000 personnes (20 % de la population) sont raccordables.
- 01/10/2005 : 21 000 entreprises et habitants de l'agglomération paloise
- 01/02/2008 : 6 000+ abonnés résidentiels, sur un rythme de 125 nouveaux abonnés par semaine.
- 01/05/2008 : 6 500+ abonnés[6]
- 2014 : Plus de 11000 abonnés FTTH[7].

## Les offres pour le client final sur le Pau Broadband Country

### Services grand public
- SFR
- Orange

### Services Wi-Fi
- Kiwi

### Services professionnels
- Heliantis
- Opalyse
- THD

## Solution technologique

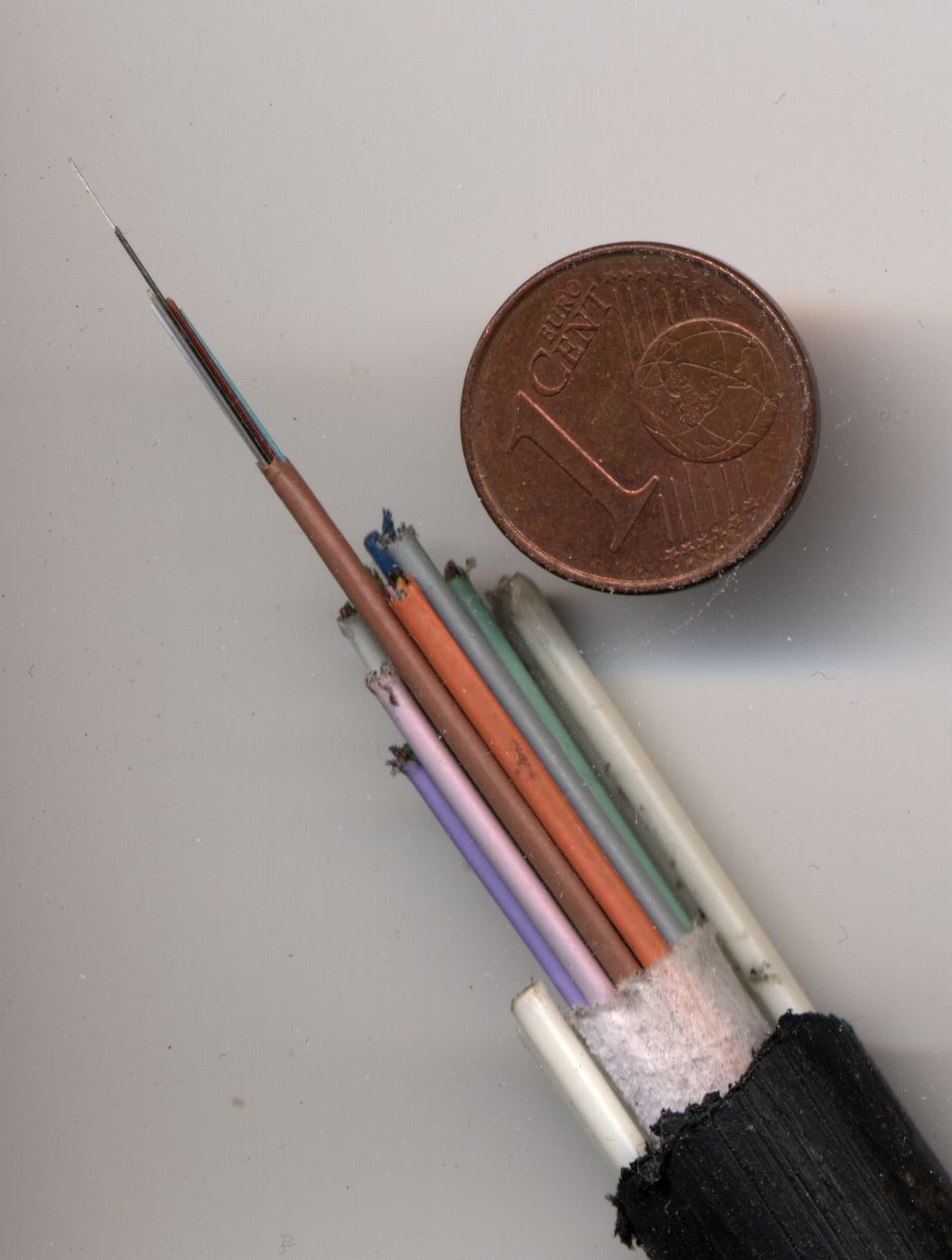
Fibre optique du réseau

- Caractéristiques globales du réseau : anneau optique en gigabit Ethernet (man de 44 km de fibre optique)
- Nombre de fibres : 1 x 144 FO
- Type de fibre : fibre monomode G.652]
- Point d’interconnexion : 3 centres nodaux
- Terminaison réseau chez le particulier : fibre ou câble de 4 paires torsadées, catégorie 5 ou 6 et prise RJ45
- Terminaison réseau entreprise : fibre ou câble de 4 paires torsadées, catégorie 5 ou 6 et prise RJ45
- Des débits allant en standard jusqu’à 100 Mega et sur mesure jusqu’au Giga.
- Les anciens abonnés de Médiafibre et PauOnline ont une passerelle résidentielle Ethernet optique Sagem F@st3190w
- Les abonnés à Neuf FTTh utilisent le modem Neufbox v4

## Le catalogue tarifaire d'Axione pour les opérateurs commerciaux

### Package ligne FTTH
- Frais d'Accès au Service 75 €
- Canal data / canal voix 19 €/mois
- Canal data / canal voix / canal VoD 21 €/mois
- Canal data / canal voix / canal VoD / multicast TV 26 €/mois

### Liaison fibre optique
- 1 paire de fibres optiques en Loc 2 €/ml/an
- 1 paire de fibres optiques en IRU pour 15 ans 11,9 €/ml/15 ans